# MSB Legal
MSB Legal v.o.s. (do března 2012 Šachta & Partners v.o.s., do prosince 2004 LEGATE v.o.s.) je veřejná obchodní společnost, pražská advokátní kancelář.
Partnery kanceláře jsou Mgr. Bc. David Michal a Mgr. Karolína Babáková. Dříve v kanceláři působil i Mgr. Marek Stubley, svoji činnost v kanceláři ukončil 1.ledna 2016. S Davidem Michalem, v květnu 2021 vyškrtnutým ze seznamu advokátů, byl zakladatelem kanceláře JUDr. Drahomír Šachta. Ten však v kanceláři od konce roku 2011 nepůsobí a ani se s bývalými kolegy nestýká. Po jeho odchodu se kancelář přejmenovala na MSB Legal, protože původní jméno jeho odchodem ztratilo smysl (některá média to interpretovala jako pokus o mediální očištění)

## Mediálně známí klienti kanceláře
Nejznámějším klientem kanceláře je kontroverzní podnikatel Ivo Rittig – JUDr. Drahomír Šachta býval v minulosti označován za jeho dvorního právníka.
Dalším veřejně známým klientem kanceláře je Marek Čmejla. Právníci MSB Legal Marek Stubley a Ján Gajdoš doprovázeli jako součást jeho právního teamu v květnu 2013 obviněného bývalého manažera Mostecké uhelné Marka Čmejlu u švýcarského soudu v Bellinzoně v procesu, který řeší praní špinavých peněz, podvody, korupci a další trestné činy.
V létě 2014 se klientem kanceláře stal Radovan Krejčíř. Jeho obhajobu převzala od advokáta Tomáše Sokola Mgr. Karolína Babáková. V kauze jde o přípravu vraždy, organizaci zločinecké skupiny a další trestné činy.
V roce 2017 Mgr. Karolína Babáková obhajovala dalšího mediálně slavného obviněného – Pavla Šrytra, který byl obžalován z vraždy romského bosse Antonína Běly, těsně před vypršením 20leté promlčecí lhůty. Šrytr byl zproštěn obžaloby. Zajímavostí je, že zproštění obžaloby navrhovala i státní zástupkyně.

## Kauzy Dopravního Podniku

### Údajně předražené jízdenky a obvinění z legalizace výnosu z trestné činnosti
Nadační fond proti korupci upozornil v prosinci 2011 na kauzu předražených jízdenek a uvedl, že společnost Neograph získala zakázku na dodání jízdenek pro DPP na podmínky, že vztah mezi ní a dopravním podnikem bude zajišťovat zprostředkovatelská firma Cokeville Assets Inc. z Britských Panenských ostrovů, které se zavázala platit 17 haléřů z každé jízdenky. Přitom existuje konzultační a poradenská smlouva mezi ní a lobbistou Rittigem, kterému zajišťovala právní služby právě advokátní kancelář Šachta & Partners.
V roce 2013 si MSB Legal stěžovala České advokátní komoře na Václava Lásku za to, že v médiích uvedl, že na trestné činnosti, která se dle jeho názoru odehrávala v Dopravním podniku hl. m. Prahy, se podíleli advokáti z AK Šachta & Partners. Komora za toto prohlášení udělila Láskovi pokutu ve výši 200 tis. Kč, když tímto podle ní snižoval důstojnost advokátního stavu a nedodržel pravidla profesionální etiky.
Dne 13. února 2014 byli při policejní razii zatčeni a obviněni dva partneři MSB Legal – David Michal a Marek Stubley. Spolu s nimi byl mj. zatčen a obviněn Ivo Rittig. Podle státní zástupkyně by mělo jít o trestný čin legalizace výnosů z trestné činnosti související s pražským dopravním podnikem. Následný vývoj v roce 2014 nasvědčoval tomu, že bude velice obtížné prokázat výši škody, na které je značně závislý i případný trest.
V červnu 2015 bylo ve věci zahájeno trestní stíhání, když jde o podezření z trestného činu legalizace výnosů z trestné činnosti v souvislosti s tendry na SMS jízdenky, prodej papírových kuponů v metru a tisk papírových jízdenek (viz výše). Mezi 14 obviněnými jsou všichni tři partneři kanceláře (Michal, Stubley i Babáková), ale také Ivo Rittig či bývalý ředitel dopravního podniku Martin Dvořák.
V květnu 2019 bylo všech již 17 obžalovaných osvobozeno. Soud konstatoval že skutky se částečně staly, ale nelze je označit za trestný čin. Státní zástupce se na místě odvolal a kauzu tedy bude projednávat Vrchní soud. Obhájce Jiří Matzner poukazuje na fakt, že některá média i přes rozsáhlé dokazování nebyla schopna respektovat závěr soudu a i po zprošťujícím rozsudku informují neobjektivně. Kompletní kauzu zdokumentoval, včetně všech článků v médiích, záznamů výpovědí svědků, závěrečných řečí a dalšího, zřejmě někdo z účastníků, na adrese www.17h.info.

### Poskytování právních služeb
Česká televize v únoru 2012 zveřejnila informaci, že podle smlouvy mezi dopravním podnikem a advokátní kanceláří z let 2007 až 2010 dostávala advokátní kancelář zhruba půl milionu měsíčně, přestože DPP měl k dispozici vlastní právní odbor. Dle smlouvy z roku 2010 vyplácel DPP advokátům měsíční paušál 672 tisíc korun a dále smluvní odměnu 3,5 tisíce korun za hodinu práce. Podle Davida Ondračky z Transparency International šlo o „mimořádně lukrativní kontrakt“, který „ukazuje nadstandardní vztah této advokátní kanceláře k dopravnímu podniku“. Advokátní kancelář je kromě jízdenek spojována i dalšími zakázkami od DPP – provoz SMS jízdenek, nákup pohonných hmot, pronájem reklamních panelů či studie o zavedení turniketů.
V srpnu 2012 Dopravní podnik hl. m. Prahy v čele s tehdejším ředitelem Vladimírem Lichem podal trestní oznámení na Radovana Šteinere a na dva právníky advokátní kanceláře Davida Michala a Karolínu Babákovou. Lich byl den poté na návrh politiků z dozorčí rady DPP odvolán a o další den později byl přestal být i generálním ředitelem. Podle Davida Ondračky z české pobočky Transparency International, která se podílela na právní analýze nevýhodných smluv, se tito lidé podíleli na zakázkách tunelujících jeho hospodaření dopravního podniku. V kancelářích dopravního podniku následně policisté hledali dokumenty související s nevýhodnými smlouvami. Za služby advokátní kanceláře v letech 2007 až 2010 inkasovala od dopravního podniku asi 160 milionů korun. Podle Vladimíra Liche „právní služby nebyly nikdy součástí žádné veřejné zakázky, limit na ni přitom je objem plnění deset milionů korun ročně. To znamená, že veškeré právní služby byly poskytovány dopravnímu podniku v rozporu se zákonem“.

## Nemocnice Na Homolce

### Pronájem skladů
Nadační fond proti korupci upozornil na případ Nemocnice Na Homolce, která za působení bývalého ředitele Vladimíra Dbalého dala vydělat na pro ni nevýhodném pronájmu vlastních skladů soukromé společnosti napojené na kancelář Šachta & Partners a Iva Rittiga. Fond odhaduje, že nemocnice tratila na přenechání provozování skladů kolem 8 milionů korun měsíčně ve prospěch společnosti ALSEDA, tedy ročně kolem 100 milionů korun. V červnu 2013 v této souvislosti v kanceláři MSB Legal v pražských Stodůlkách protikorupční policie hledala dokumenty týkající se Nemocnice Na Homolce. V červnu 2013 Nemocnice Na Homolce oznámila, že vypověděla kontroverzní smlouvy s advokátní kanceláří MSB Legal a firmou KTH (dříve Alseda) spojenými s předchozím vedením nemocnice.

### Poskytování právních služeb
Na jaře roku 2015 byl David Michal obviněn v kauze veřejných zakázek na poradenské, účetní, medicínsko-právní a právní služby v Nemocnici na Homolce z trestných činů přijetí úplatku, porušení povinností při správě cizího majetku, sjednání výhody při zadávání veřejné zakázky, pletichy při veřejné soutěži a veřejné dražbě a z podplácení. V letech 2009 až 2011 nemocnice zaplatila kanceláři Šachta & Partners 25 milionů korun za právní služby a ředitel Dbalý dostal podle policie od Šachta & Partners úplatky 2,3 milionu korun, přičemž v roce 2015 kvůli tomu nemocnice zaplatila pokutu od finančního úřadu ve výši 28,7 milionu korun za porušení rozpočtové kázně. Nemocnici hrozí, že bude muset zaplatit přes 350 milionů korun kvůli opakovanému porušování zákonů. Spolu s Michalem byl obviněn i ředitel nemocnice Vladimír Dbalý, hlavní účetní Emilie Bialešová a poradci Zdeněk Čáp, Josef Kantůrek a Roman Žďárek.
V říjnu 2019 byl David Michal nepravomocně v této kauze odsouzen městským soudem na 4 roky vězení a byl mu uložen peněžitý trest ve výši 2,4 milionu.

## Snaha zrušit Nadační fond proti korupci
V prosinci 2015 obdržel pražský vrchní soud návrh kanceláře MSB Legal na zrušení Nadačního fondu proti korupci. Advokátní kancelář argumentovala tím, že činnost fondu údajně nenaplňuje podstatu obecně prospěšného cíle, účelově si vybírá kauzy, které jsou v jeho zájmu mediálně prezentovat a zaměřuje se prý na okruh klientů kanceláře. Soud však návrh zamítl s tím, že „nepochybuje o tom, že boj proti korupci je účelem a cílem společensky užitečným. Z provedených důkazů vyplynulo, že nadační fond plní účel, pro který byl zřízen“.

## Další kauzy

### Oleo Chemical
Další kauzou vyšetřovanou policií jsou dodávky bionafty do pražského dopravního podniku od společnosti Oleo Chemical. V souvislosti s touto kauzou byli v září 2014 zadrženi David Michal a Karolína Babáková, úkony v rámci trestního řízení se týkaly i Ivo Rittiga.
V roce 2017 soud rozhodl o zproštění obžaloby pro všechny tři uvedené. Během soudního líčení vyplynulo na povrch spoustu faktických pochybení policie a velice špatná práce státního zástupce. Na denním pořádku byly manipulace s odposlechy, účelová úprava místní příslušnosti , pokus o uplácení svědků ze strany policie, spolupracující svědek, který se nebyl schopný kvalifikovaně udat a další perličky.

### BIS
V souvislosti s tzv. kauzou Nagyové obvinila roce 2014 policie kvůli úniku informací z Bezpečnostní informační služby (BIS) Iva Rittiga, Janu Nečasovou (Nagyovou), Tomáše Jindru a Davida Michala. Obžalobu podanou v roce 2015 vrátil soud k došetření. V roce 2017 byli obžalovaní podmínečně odsouzeni a následně se úspěšně odvolali u odvolacího soudu, který vrátil celou kauzu k dalšímu projednání.
V novém řízení u Městského soudu byli všichni obžalovaní včetně Davida Michala z MSB Legal obžaloby zproštěni a toto rozhodnutí potvrdil v říjnu 2020 i Vrchní soud v Praze jako soud odvolací. David Michal žádá Ministerstvo spravedlnosti o omluvu za nezákonné trestní stíhání.

### Amun.Re
Právníci kanceláře také působí a působili v dozorčí radě a představenstvu společnosti Amun.Re a.s., která vydělala více než 1 mld. Kč na transakcích s Fotovoltaickou elektrárnou Ralsko Ra 1. Také s těmi transakcemi je spojován podnikatel Ivo Rittig.